# Venecia (Cundinamarca)
Venecia, qui portait jusqu'en 1974 le nom de Ospina Pérez, est une municipalité située dans le département de Cundinamarca, en Colombie.